# Brand New (Salt-n-Pepa)
Brand New è il quinto album di inediti del gruppo R&B statunitense tutto al femminile Salt-n-Pepa, pubblicato il 21 ottobre 1997 dall'etichetta discografica London.
Si tratta del primo album prodotto dal gruppo dopo la separazione artistica dal loro storico produttore Hurby Azor, e in generale del loro ultimo album di inediti in ordine di tempo. Il disco, promosso dai singoli R U Ready e Gitty Up, si è rivelato un insuccesso commerciale entrando in classifica solo negli Stati Uniti, in Germania e in Svizzera.
È stato ripubblicato nel 2004 dall'etichetta discografica Mercury.

## Tracce
London (828959)
Mercury (8289592)
1. R U Ready – 3:50 (Sandy "Pepa" Denton, Chad "Dr. Seuss" Elliott, Cheryl "Salt" James, Rufus Moore, Randy Muller, Al West)
2. Good Life – 3:54 (R. Evans, Bernard Grobman, Cheryl "Salt" James, Scott, M., Wray, G.)
3. Do Me Right – 4:36 (George Archie, Robert C. Bacon, Jr., D. Blake, Cheryl "Salt" James, Millow, W., Walker, D.J.)
4. Friends – 4:42 (Anthony Criss, Sandy "Pepa" Denton, D. Owens, Joseph Powell, Vanessa Powers)
5. Say Ooh – 4:09 (Cheryl "Salt" James, Laura "Tequila" Logan, Saunders, F., Larry Young)
6. Imagine – 5:26 (Cheryl "Salt" James, Joseph Powell)
7. Knock Knock – 4:32 (Sandra Denton, E. Jr. Hairston, Joseph Powell, David Wynn)
8. Gitty Up – 4:00 (James, James, Moore)
9. Boy Toy – 4:24 (Sandra Denton, Chad "Dr. Seuss" Elliott, Otwane Roberts, Norman Whitfield)
10. Brand New – 4:05 (Denton, James, Wright)
11. Silly of You – 3:52 (James, James)
12. The Clock Is Tickin' – 4:51 (James)
13. Hold On (Don't Let Go) – 5:29

## Classifiche
| Classifica (1997) | Posizione raggiunta |
| ----------------- | ------------------- |
| Germania          | 64                  |
| Stati Uniti       | 37                  |
| Svizzera          | 23                  |